# Marnate

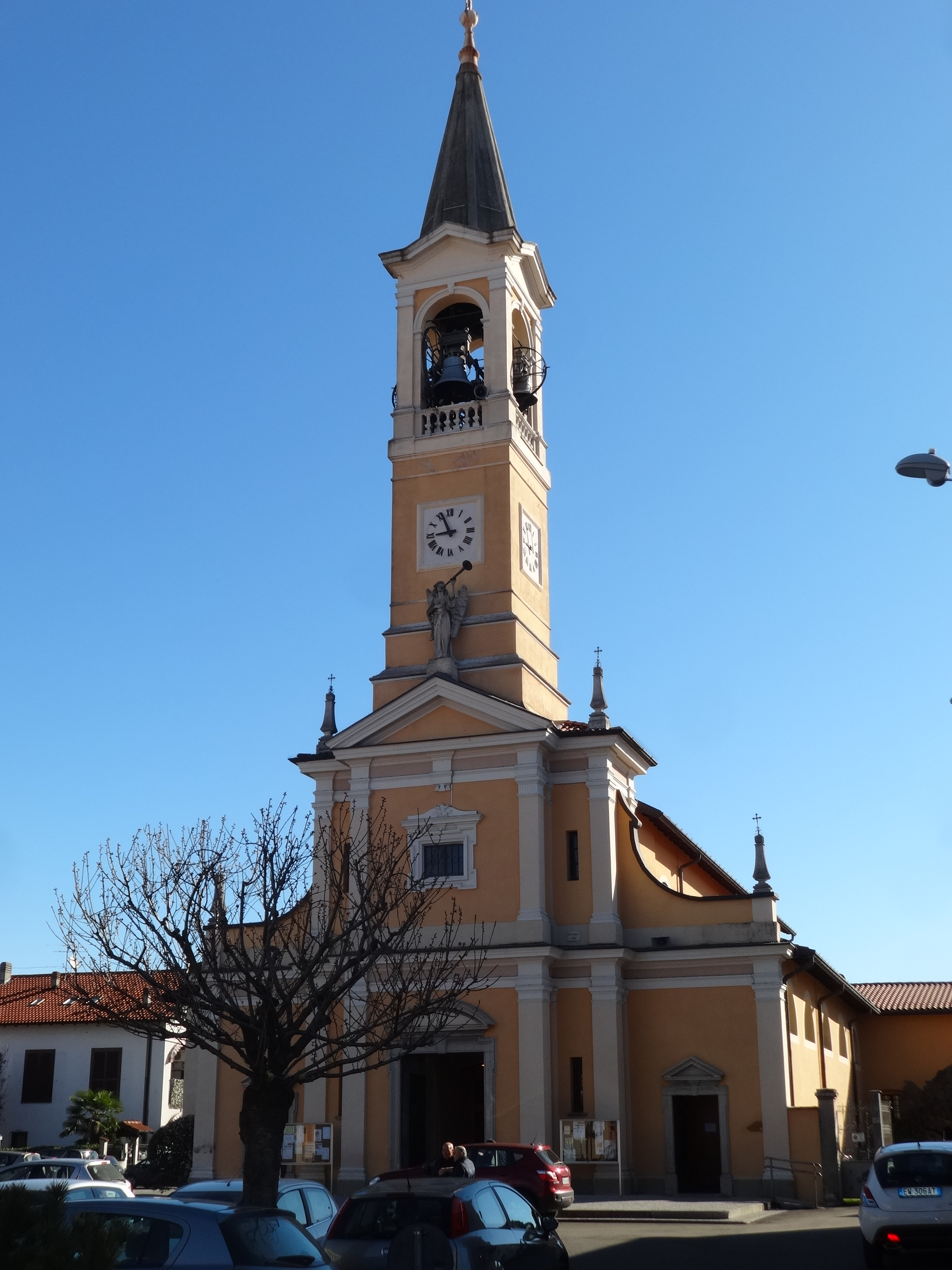
Pfarrkirche Sant’Ilario von Poitiers

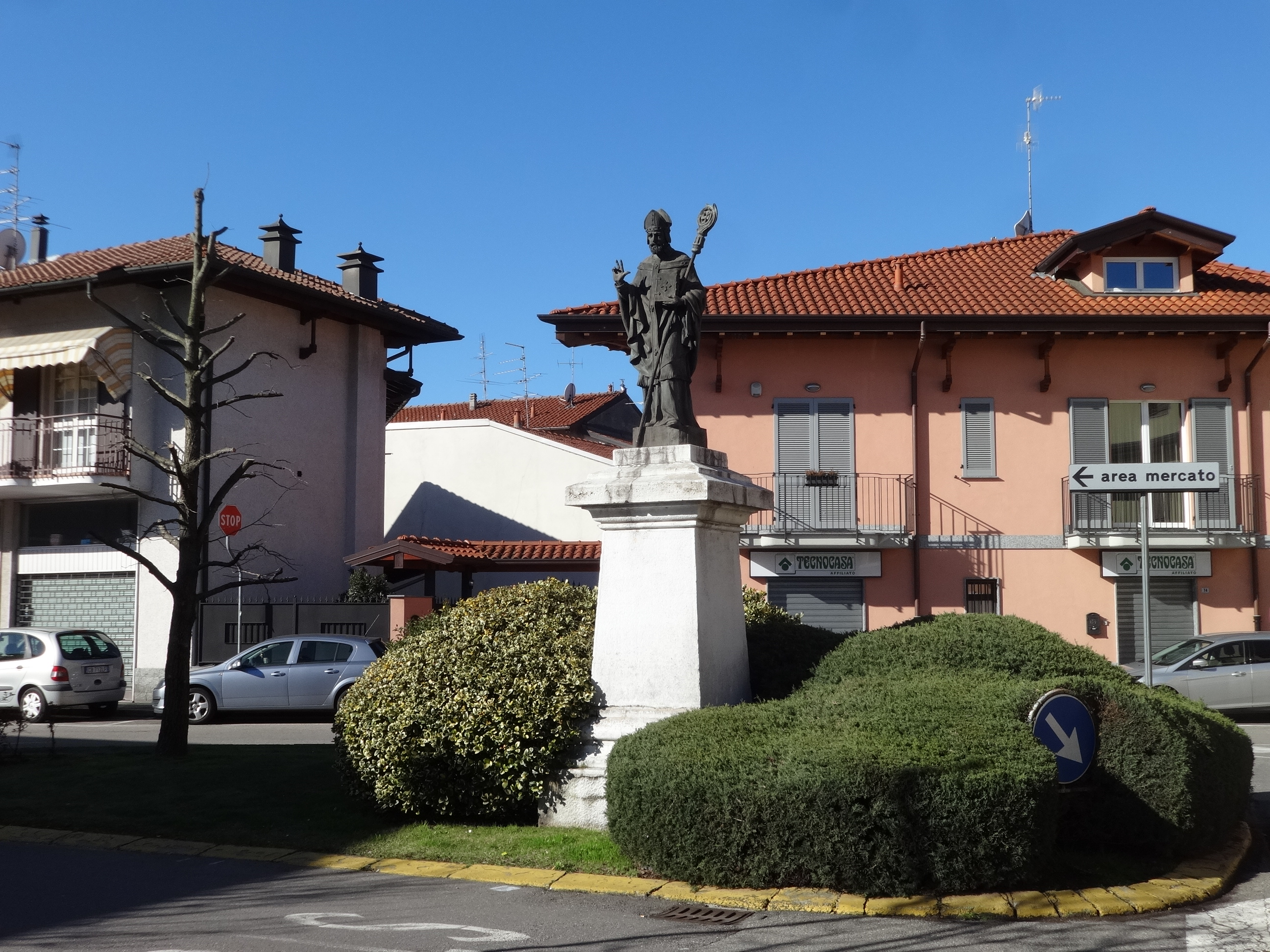
Statue von Sant’Ilario von Poitiers

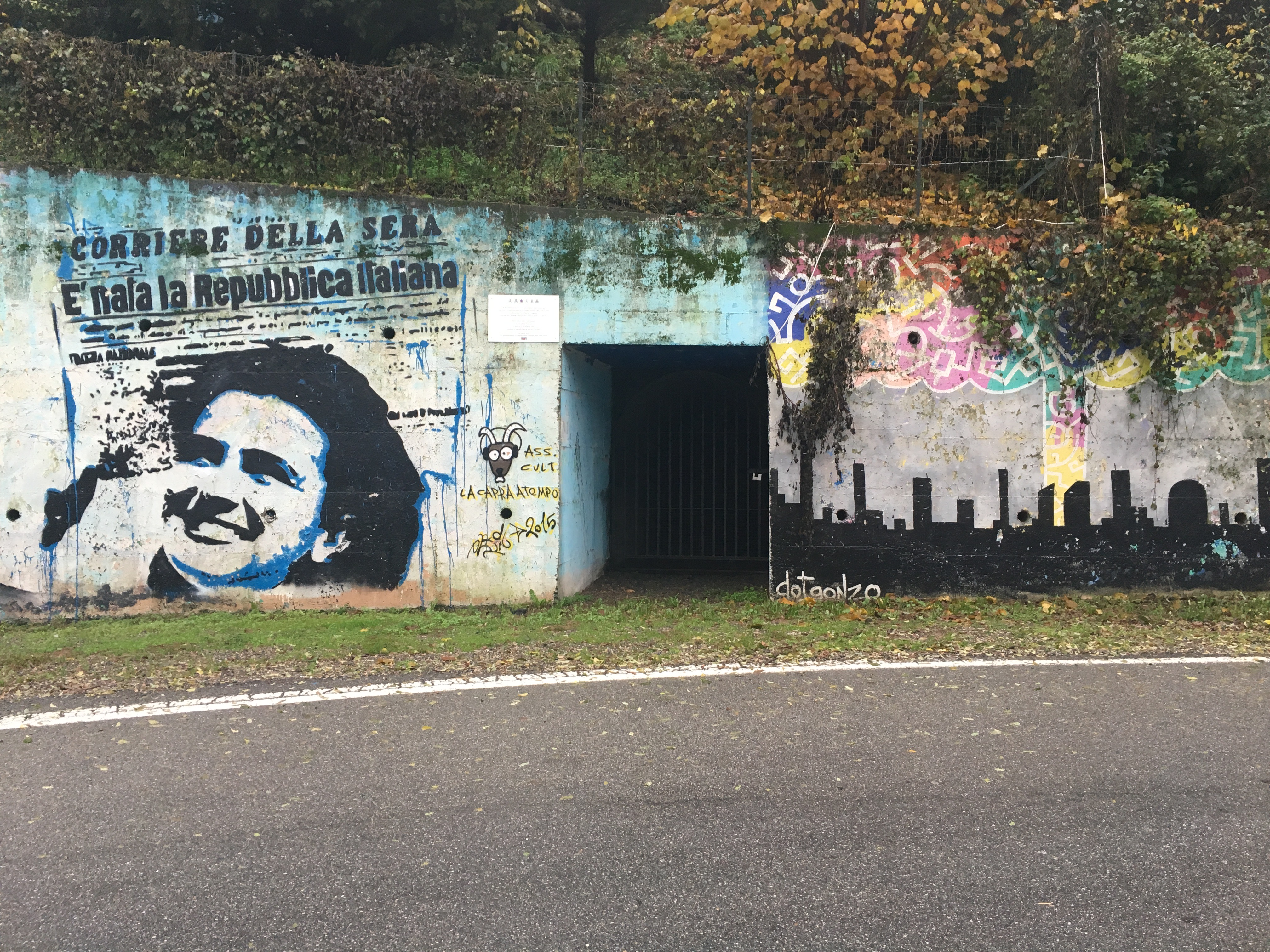
Eingang des Bunkers von Marnate

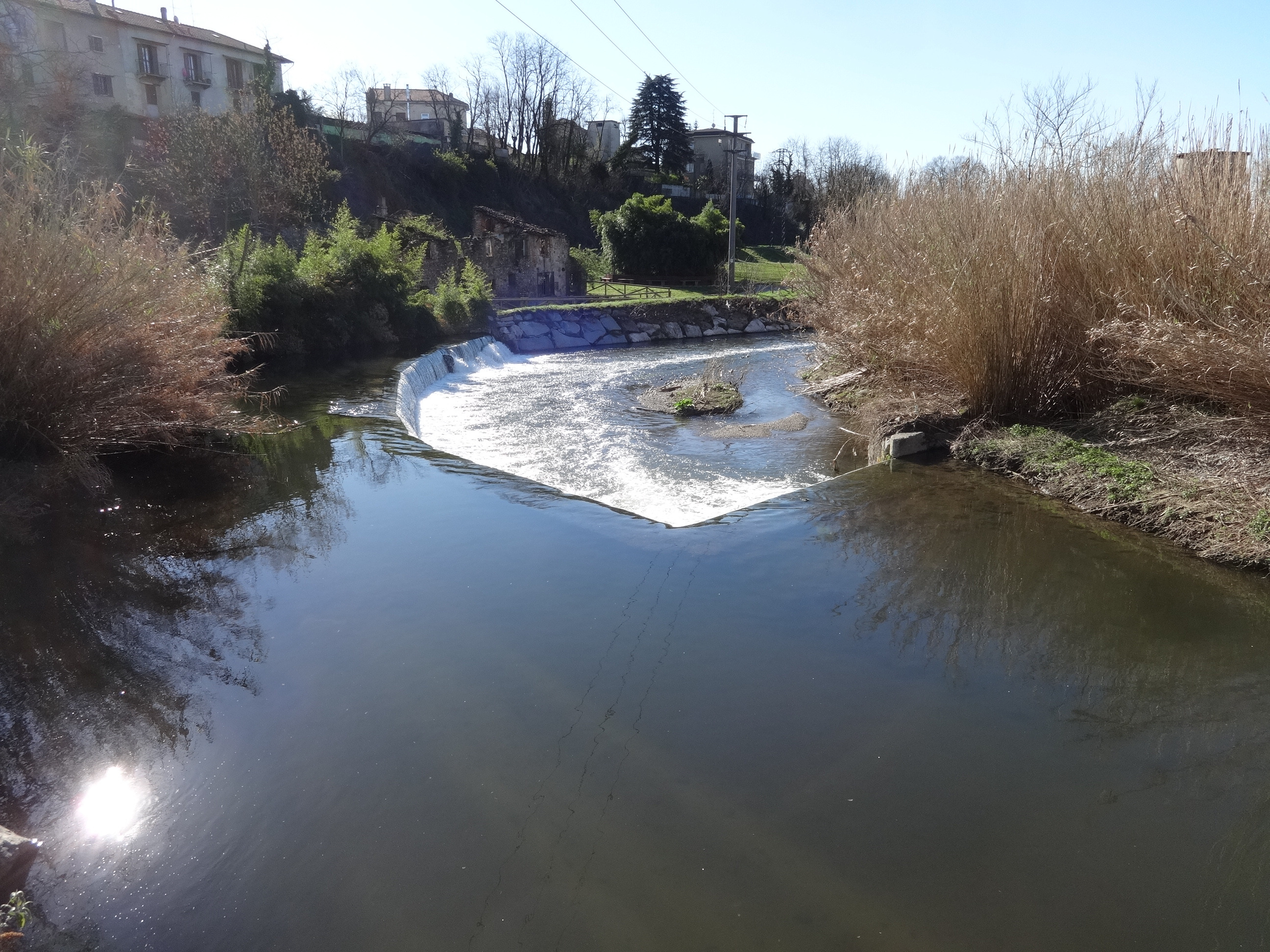
Die Olona in Marnate

Marnate ist eine italienische Gemeinde (comune) mit 8114 Einwohnern (Stand 31. Dezember 2023) in der Provinz Varese in der Lombardei.

## Geographie
Die Gemeinde liegt 21 Kilometer südsüdöstlich von Varese und 28 Kilometer nordwestlich von Mailand an der Olona; sie bedeckt eine Fläche von 4,81 km². Zu Marnate gehört die Fraktion Nizzolina. Marnate grenzt unmittelbar an die Metropolitanstadt Mailand. Die Nachbargemeinden sind Castellanza, Gorla Minore, Olgiate Olona und Rescaldina (MI).

## Geschichte
Die ersten Bewohner des Gebiets von Marnate waren ligurische Stämme: noch heute gibt es eine gewisse Verwandtschaft zwischen einigen dialektalen Wörtern und dem ligurischen Dialekt. Als neue Wanderungen aus dem Norden und Westen einsetzten und sich der Ackerbau ausbreitete, wurde der Fluss zum einfachsten Weg, um mit den benachbarten Stämmen Handel zu treiben. Zur Zeit der Römer gab es in Marnate einen militärischen Flusshafen, die Olona war ein wichtiges Verkehrsmittel mit Gallien. Im Jahr 1972 wurden in dem Gebiet am Fuße des hohen Nizzolina-Hügels interessante archäologische Funde gemacht, die auf einen kleinen Friedhof aus dem Jahr 300 vor Christus hinweisen.
Das erste Dokument, in dem der Name Marnate auftaucht, ist ein Grabstein aus dem Jahr 1072, der sich heute im Museo Archeologico di Milano befindet. Marnate erscheint auch (mit seinem antiken Namen Marna) in einem Fresko im Apostolischen Palast (Vatikanstadt), einem Fresko, das alle Städte Italiens im 17. Jahrhundert detailliert darstellt. Im Jahr 1176 machte Kaiser Friedrich Barbarossa, der nach der Schlacht am Ticino verwundet wurde und durch das Olonatal zog, in Marnate Halt, um erste Hilfe zu erhalten.
Die zur Pieve von Olgiate Olona gehörende Ortschaft Marnate, die in den Statuten der Straßen und Gewässer der Grafschaft Mailand als Marnà bezeichnet wird, gehörte zu den Gemeinden, die zur Instandhaltung der Straße von Rho beitrugen (1346). In den Registern des Estimo (Grundbuch) des Herzogtums Mailand von 1558 und den nachfolgenden Aktualisierungen im 17. Jahrhundert war Marnate noch unter den in derselben Pieve erfassten Gemeinden. Nach den Antworten auf die 45 Fragen, die 1751 vom zweiten Volkszählungsrat gestellt wurden, war das Gebiet von Marnate nicht belehnt worden. Die gerichtlichen Funktionen wurden vom Vikar des Seprio von Gallarate ausgeübt, dem keine Bezüge gezahlt wurden. Der Konsul legte am Ufer des Gallarate einen Eid ab. Marnate bildete eine einzige Gemeinde mit etwa 400 Einwohnern und erforderte keine Neuerungen in der Verwaltung. Es gab keinen Rat, aber die Verwaltungstätigkeit wurde von zwei Bürgermeistern und einem Konsul geregelt, die auf dem öffentlichen Platz gewählt wurden, wobei jedoch die wichtigsten Schätzer an den Entscheidungen beteiligt waren. Der Kanzler residierte in Legnano, einer Stadt unweit von Marnate, und erhielt ein Gehalt von 50 Lire pro Jahr. 1630 wurde auch Marnate von der Pest heimgesucht; für diesen Anlass wurde das Lazarett mitten im Tal gebaut.
Nach der zeitweiligen Vereinigung der lombardischen Provinzen mit dem Königreich Sardinien wurde die Gemeinde Marnate mit 721 Einwohnern, die von einem fünfzehnköpfigen Gemeinderat und einem zweiköpfigen Stadtrat verwaltet wurde, auf der Grundlage der durch das Gesetz vom 23. Oktober 1859 festgelegten Gebietsaufteilung in den zweiten Bezirk von Busto Arsizio, Bezirk IV von Gallarate, Provinz Mailand, eingegliedert. Bei der Verfassung des Königreichs Italien im Jahr 1861 hatte die Gemeinde 769 Einwohner (Volkszählung 1861). Nach dem Gemeindegesetz von 1865 wurde die Gemeinde von einem Bürgermeister, einem Rat und einem Ausschuss verwaltet. Im Jahr 1866 wurde die aufgelöste Gemeinde Nizzolina mit der Gemeinde Marnate zusammengelegt (Königlicher Erlass Nr. 2.776 vom 6. Januar 1866). Im Jahr 1867 wurde die Gemeinde in denselben Bezirk, Kreis und dieselbe Provinz aufgenommen. 
Im Jahr 1924 wurde die Gemeinde in den Bezirk Gallarate der Provinz Mailand eingegliedert. Nach der Gemeindereform von 1926 wurde die Gemeinde von einem Podestà verwaltet. Im Jahr 1927 wurde die Gemeinde der Provinz Varese zugeschlagen. Nach der Gemeindereform von 1946 wurde die Gemeinde Marnate von einem Bürgermeister, einem Gemeinderat und einem Verwaltungsrat verwaltet. Im Jahr 1971 hatte die Gemeinde Marnate eine Fläche von 481 Hektar.

## Bevölkerung
| Bevölkerungsentwicklung | Bevölkerungsentwicklung | Bevölkerungsentwicklung | Bevölkerungsentwicklung | Bevölkerungsentwicklung | Bevölkerungsentwicklung | Bevölkerungsentwicklung | Bevölkerungsentwicklung | Bevölkerungsentwicklung | Bevölkerungsentwicklung | Bevölkerungsentwicklung | Bevölkerungsentwicklung | Bevölkerungsentwicklung | Bevölkerungsentwicklung | Bevölkerungsentwicklung | Bevölkerungsentwicklung |
| ----------------------- | ----------------------- | ----------------------- | ----------------------- | ----------------------- | ----------------------- | ----------------------- | ----------------------- | ----------------------- | ----------------------- | ----------------------- | ----------------------- | ----------------------- | ----------------------- | ----------------------- | ----------------------- |
| Jahr                    | 1751                    | 1805                    | 1853                    | 1859                    | 1881                    | 1901                    | 1921                    | 1951                    | 1971                    | 1991                    | 2001                    | 2011                    | 2016                    | 2021                    |                         |
| Einwohner               | 400                     | 498                     | *698                    | 721                     | 1050                    | 1495                    | 2205                    | 3056                    | 4577                    | 5639                    | 5967                    | 7299                    | 7806                    | 8007                    |                         |

- 1809 Fusion mit Olgiate Olona und 1811 mit Gorla Minore

## Sehenswürdigkeiten
- Pfarrkirche Sant’Hilarius von Poitiers bewahrt das Fresko Sant’Ilario, den Hochaltar des 18. Jahrhunderts und die Orgel der Gebrüder Carrera (1770), renoviert 1902 und 1914 von Architekt Camillo Crespi
- Kirche della Madonna oder Santa Maria in Piazza
- Bunker aus dem Zweiten Weltkrieg, der 1944 in der Nähe des Flusses Olona erbaut wurde.

## Verkehr
Marnate liegt an der Autostrada A8 von Mailand Richtung Lago Maggiore.

## Sonstiges
Christian Television in Italien, die italienische Sprachversion des Trinity Broadcasting Network, wurde 1979 in Marnate gegründet.